# Tureczki Niżne
Tureczki Niżne (ukr. Нижній Турів) – wieś na Ukrainie w rejonie samborskim obwodu lwowskiego. Miejscowość liczy około 512 mieszkańców. 
Znajduje się tu przystanek kolejowy Tureczki oraz stacja kolejowa Sokoliki, położone na linii Sambor – Czop.

## Historia
Pierwsze wzmianki o wsi pochodzą z 1556. W czasach I Rzeczypospolitej wieś należała do ekonomii samborskiej.
Od roku 1905 w pobliżu miejscowość przebiega linia kolejowa łączącą Użhorod z Samborem.
W 1921 liczyła około 614 mieszkańców. Przed II wojną światową w granicach Polski, wchodziła w skład gminy Borynia powiatu turczańskiego.

## Ważniejsze obiekty
- Cerkiew greckokatolicka